# François Kalist
François Kalist (Bourges, 30 de outubro de 1958) é um bispo católico francês , arcebispo de Clermont desde 2016.

## Biográfia

### Sacerdote
Depois de ter sido aluno das classes preparatórias no Liceu Henrique IV de Paris, François Kalist ingressou no seminário francês de Roma, seguindo os cursos da Pontifícia Universidade Gregoriana. Ele terminou seus estudos no Instituto Católico de Paris, obtendo uma licença em teologia dogmática e uma acreditação para um doutorado em teologia.
Sacerdote ordenado em 21 de dezembro de 1986 pela diocese de Bourges, foi vigário de 1987 a 1999 em Vierzon, enquanto lecionou teologia no seminário interdiocesano de Orleans de 1990 a 2001.
Ele foi então pastor do decanato de Vierzon-Sologne de 1999 a 2000, depois pastor de Levroux, Valençay e Chabris de 2001 a 2007 e, finalmente, pastor de Henrichemont, Saint-Martin-d'Auxigny e Les Aix-d'Angillon desde 2008.
Além disso, em nível diocesano, é responsável pela formação permanente desde 2001, Vigário episcopal encarregado da proposta da fé desde 2002 e delegado adjunto para o ecumenismo desde 2004.

### Bispo
Ele foi nomeado Bispo de Limoges em 25 de março de 2009  no lugar de Christophe Dufour, mudou-se para Aix-en-Provence em 2008.
É dedicado a 17 de maio de 2009 por Albert Rouet, arcebispo de Poitiers.

### Arcebispo
Ele foi nomeado Arcebispo de Clermont em 20 de setembro de 2016  para substituir Monsenhor Hippolyte Simon.

### Lema episcopal
“U t omnes unum sint ” - “Que todos sejam um” (Jo 17, 21).

### Link Externo
- Diocèse de Limoge
- Diocèse de Clermont